# Rocca Nuova
La Rocca Nuova , detta anche Rocca di Castruccio, è un castello situato a Serravalle Pistoiese.

## Storia
La Rocca Nuova si contrappone all'altra rocca detta "Vecchia" nucleo originario del castello di Serravalle Pistoiese di cui fa parte la torre Longobarda e la torre del campanile, così oggi chiamata perché trasformata in campanile della chiesa di Santo Stefano nella parte più antica del paese.
La storia della "Rocca Nuova" o "Rocca di Castruccio" nasce dai fatti di guerra tra i comuni di Lucca e Firenze alleati tra loro e la città di Pistoia. Dopo aver razziato e conquistato molti dei castelli della montagna e creato danni nella pianura vicino alla città pistoiese, vollero tentarne la sua conquista.
Trovandola ben forte nelle sue possenti mura e decisa a resistere all'eventuale assedio, l'alleanza fiorentina - lucchese decise di rivolgere il suo esercito contro il castello di Serravalle Pistoiese. Questo era uno dei più importanti punti strategici per il comune pistoiese e spina nel fianco delle loro città. 
Il castello era stato recentemente rinforzato da Pistoia, in vista di questo bellicoso evento, da più di trecento dei migliori uomini di Pistoia oltre ad altri soldati mercenari provenienti da Bologna, si parla di circa 500 arcieri, inoltre era stato ben rifornito di vettovaglie ed armamenti per resistere ad un assedio o portar danno in territorio Lucchese.
L'esercito nemico così si divise in tre tronconi: i lucchesi al comando del marchese Moroello Malaspina, allora signore di Lucca e gran capitano di tutte le forze alleate, si posizionarono presso il Poggio dello Spedaletto vicino al colle del paese, mentre un altro fu stanziato presso il castello della Castellina così che da lassù si potesse vedere cosa si faceva entro Serravalle.
I fiorentini misero il loro campo proprio attorno al castello costruendovi una palizzata tutt'intorno per fare in modo che chi era dentro non potesse uscir fuori a compiere delle imboscate. Una volta posto il campo cominciarono a tirar con i trabucchi (catapulte) lanciando massi notte e giorno per sfiancare li assediati. Questo durò circa tre mesi, fino a quando le vettovaglie all'interno del castello cominciarono a scarseggiare. La penuria di viveri ed il continuo "bombardamento" da parte dei nemici costrinse i serravallini a riunirsi in consiglio e fu deliberato di mandare nottetempo di nascosto, sembra attraverso passaggi segreti sotto il castello, un messo per chiedere rinforzi alla città di Pistoia.
I pistoiesi, avvertiti di quando succedeva nel loro castello, accorsero in forze cercando di rompere l'assedio andando in parte incontro alle forze Fiorentine posizionate presso il paese ed in parte al campo Lucchese della Castellina.
Avvistati gli aiuti che venivano da Pistoia i serravallini ripresero coraggio ed aprirono le porte uscendo in 400 armati per distruggere lo steccato che proteggeva il campo nemico ed aiutare le forze pistoiesi accorse in loro appoggio. 
Si ebbe un duro scontro e nonostante il tenace attacco dei Serravallini e pistoiesi contro il nemico non riuscirono a resistere alla forza della moltitudine Fiorentina e furono costretti a ritirarsi lasciando molti morti sul campo di battaglia.
I pistoiesi che erano alla Castellina a combattere i lucchesi, quando videro che la loro gente a Serravalle era stata sconfitta e si dava alla fuga si ritirarono in fretta e tornarono alla loro città lasciando il castello alla mercé dei nemici. I fiorentini , forti della sconfitta inflitta a quelli di Pistoia, ancora con maggior forza dettero assalto con Mangani e Trabucchi notte e giorno fortemente combattendoli.
Quelli dentro il castello vistosi così abbandonati e sconfitti e mancando di che mangiare, pensarono di poter salvare almeno i loro abitanti e chiesero di poter parlare col marchese Moroello. Il marchese accettò e fu fatto consiglio. Dopo lunga trattativa s'accordarono a queste condizioni: tutti i soldati pistoiesi e di Serravalle dovevano esser presi prigionieri e condotti in catene a Lucca, il popolo dovette giurare sottomissione ai Lucchesi per ottenere salva la vita,  i mercenari furono rilasciati con l'obbligo di tornare alle loro terre. Inoltre, dopo ulteriore accordo fra Fiorentini e Lucchesi fu stabilito che il castello di Serravalle fosse sottoposto a giurisdizione di Lucca.
Fu allora che nacque la Rocca Nuova, all'incirca nell'anno 1302, costruita dai lucchesi per rinforzare il castello e controllare la popolazione di Serravalle, avendo il timore che una volta partito il grosso delle truppe, essi si sarebbero di nuovo risollevati per tornare sotto la giurisdizione di Pistoia. 
La Rocca fu munita di forti e spesse mura con camminamenti interni e torrette di osservazione (tuttora ben visibili n.d.a) e di diverse alte torri di guardia. Uno spesso muro fu posto per dividere La nuova Rocca da quella Vecchia e l'unico punto di collegamento fra di esse era costituito da una sola porta.
All'interno della nuova Rocca fu scavata una grande cisterna per l'acqua piovana, utile in caso d'assedio, che proseguiva fin sotto la torre più alta.
Per ribadire il proprio dominio, le torri, furono costruite in pietra calcarea scolpita proveniente dai territori lucchesi.
Quando a Lucca si ebbero lotte di potere vi furono varie successioni dei loro signori: ne prevalse uno particolarmente più agguerrito, ben appoggiato politicamente e potente, tale Castruccio Castracani, poi divenuto in seguito un grande e famoso condottiero dell'Italia di quel periodo.
In seguito a nuovi episodi bellici contro Pistoia La Rocca Nuova di Serravalle assunse il nome di questo signore, il quale, riuscendo a capire l'importanza strategica di questo castello come base per le sue mire espansionistiche a danno di Pistoia e successivamente Firenze, lo rinforzò nella sua struttura rendendolo ancora più imponente e sempre ben munito di una grossa e addestrata guarnigione di suoi soldati.